# Канада в Першій світовій війні
Канада — домініон Британської імперії, перебуваючи формально в її складі, автоматично опинилася в стані війни з Центральними державами, через те, що питання зовнішньої політики Канади залишалися у сфері ведення британського уряду. Однак, канадський уряд мав волю у визначенні ступеня участі країни у війні, що розпочиналася і на прохання Великої Британії взяла активну участь у веденні бойових дій на боці Антанти на деяких театрах воєнних дій Першої світової війни.

## Історія
Офіційно британський домініон Канада вступив у Першу світову війну 5 серпня 1914, коли генерал-губернатор Канади принц Артур підтвердив стан війни між Німецькою імперією і Канадою.
Жертви і внесок Канади у війну кардинально змінили її історію і дозволило їй стати більш незалежною, водночас різко зросло протиріччя та намітився глибокий розкол в середовищі населення Канади, що розмовляє французькою та англійською мовами.
Хоча канадські військові формування і перебували під британським керівництвом, вони, вперше у своїй історії, виступали у війні, як окремий канадський військовий контингент, який діяв самостійно, спочатку під проводом британського командувача, а потім під керівництвом командира канадського походження. Найвищими досягненнями канадського військового формування під час Першої світової війни були битви, що сталися на Соммі, під Вімі та Пашендейле і в ході Стоденного наступу. З 7 млн. населення країни за час війни близько 630 тисяч канадців служили в армії країни. На Західному фронті канадські війська билися з німецькими військами і зарекомендували себе, як одні з найбільш боєздатних з'єднань союзних військ . Прем'єр-міністр Великої Британії Ллойд Джордж називав канадські підрозділи «ударними військами». Загальна кількість жертв, що зазнала Канада становила 67 000 убитими і 250 000 пораненими, з експедиційних сил з 620 000 людей мобілізовані (39 % від числа мобілізованих стали втратами).
Канадці британського походження — у переважній більшості — широко підтримали участь Канади у війні, стверджуючи, що канадці були зобов'язані боротися в ім'я своїй Батьківщини. Справді, сер Вільфред Лор'є, хоча франко-канадського походження, говорив для більшості англомовних канадців, коли він проголосив: «Це наш обов'язок, щоб Велика Британія знала і нехай друзі та недруги Великої Британії знають, що є в Канаді один розум і одне серце, і що всі канадці за підтримку метрополії». Прем'єр-міністр Роберт Борден запропонував допомогу Великій Британії, яка була швидко прийнята.
Напруженість, що завжди існувала між французьким і британським населенням Канади, вибухнула з новою силою в Першій світовій війні. До війни, французькі канадці не вважали себе зобов'язаними служити інтересам британської корони. Протиріччя досягли свого апогею, коли прем'єр-міністр Канади Роберт Борден прийняв «Закон про канадську військову службу 1917 року». Переважна більшість франкомовного населення Квебеку засудила призов на військову службу. Загалом зі 120 тисяч призовників французького походження, закликаних до лав Збройних сил Канади під час війни, тільки 47 тисяч насправді були відправлені за океан. Незважаючи на це, розрив між носіями французької та англійської мов був неподоланим і тривав протягом багатьох років у майбутньому.
Останній канадський солдат, Джордж Лоуренс Прайс, був убитий 11 листопада 1918 року о 10:58 — за дві хвилини до початку загального перемир'я, що поклало кінець війні.